# 菲力

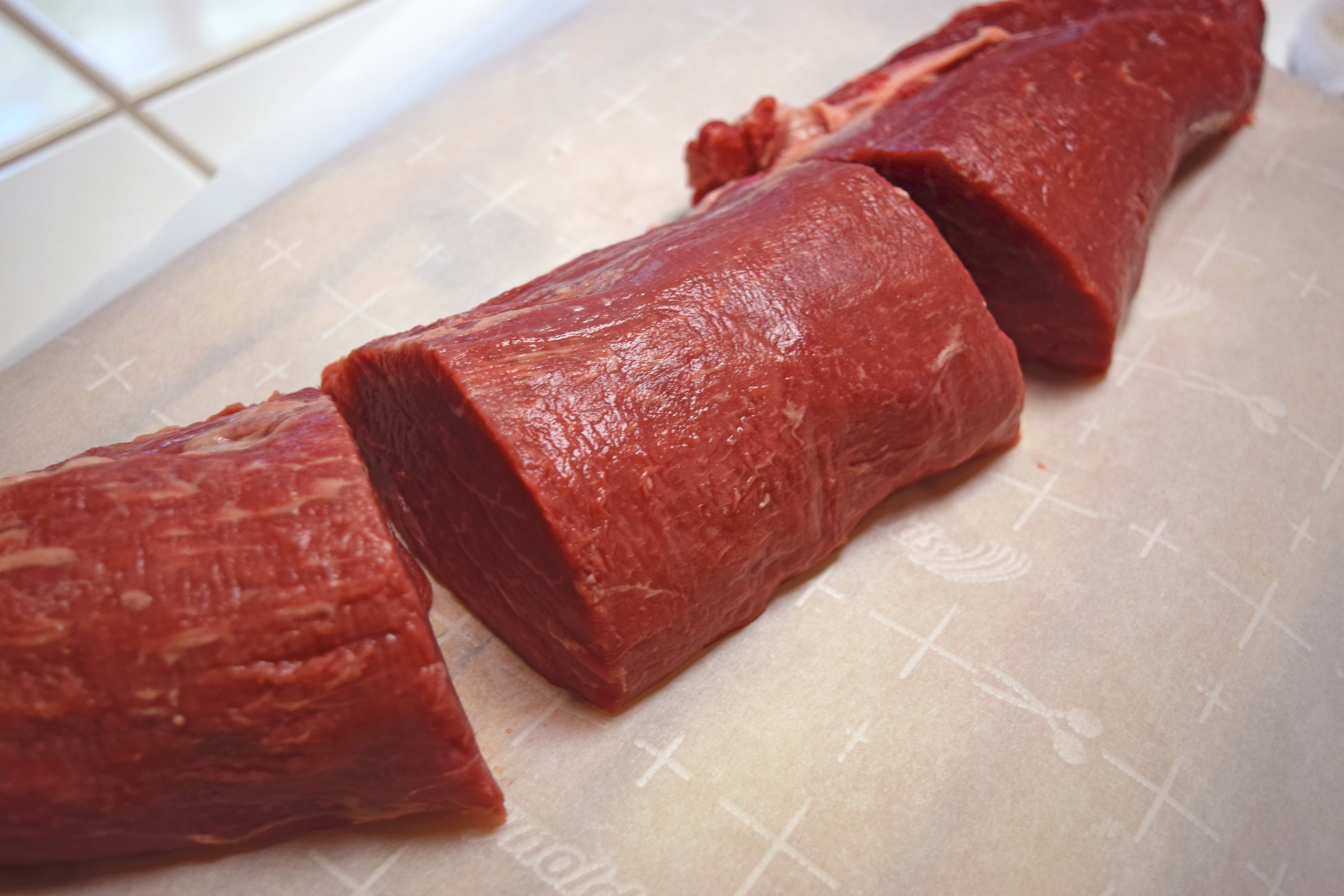
牛柳

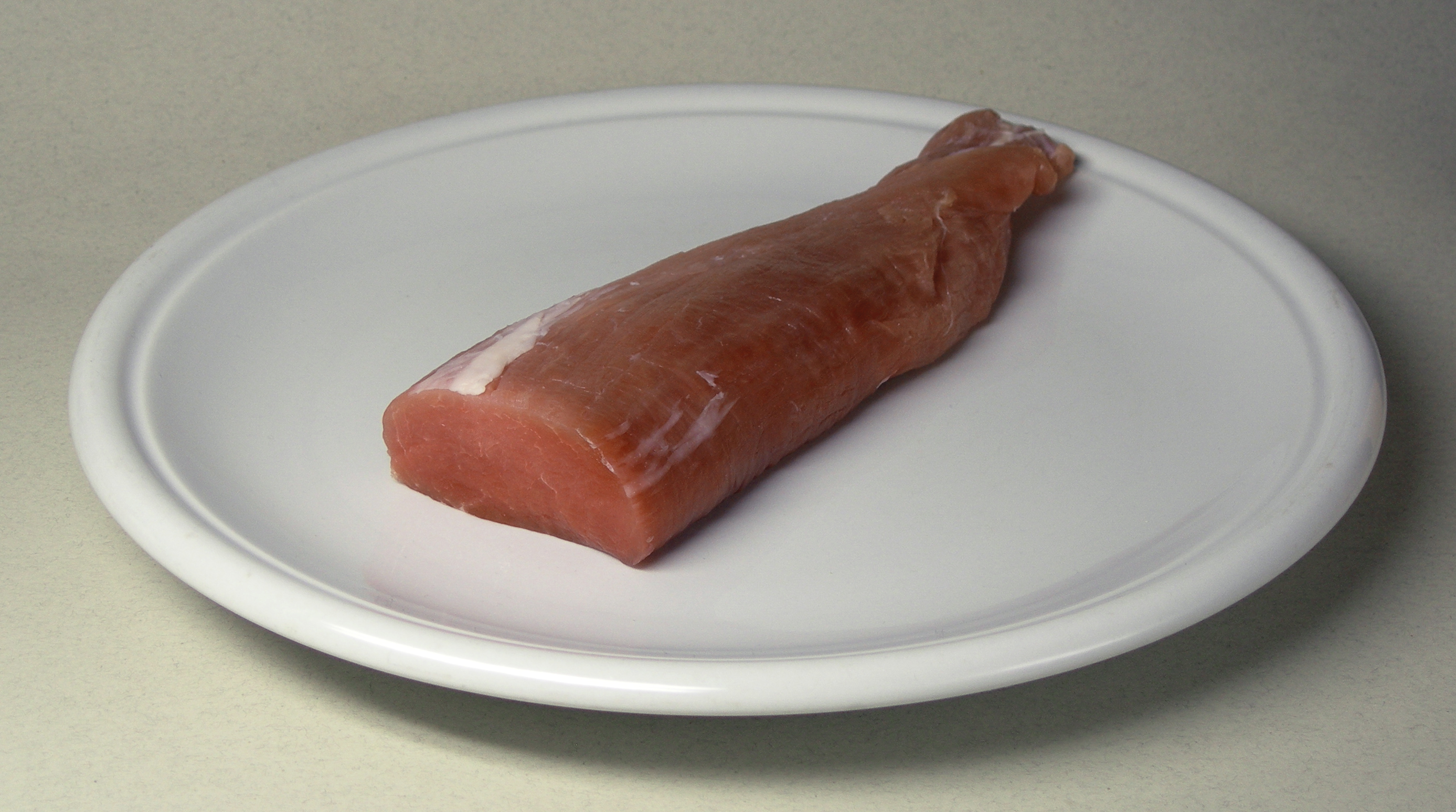
猪柳

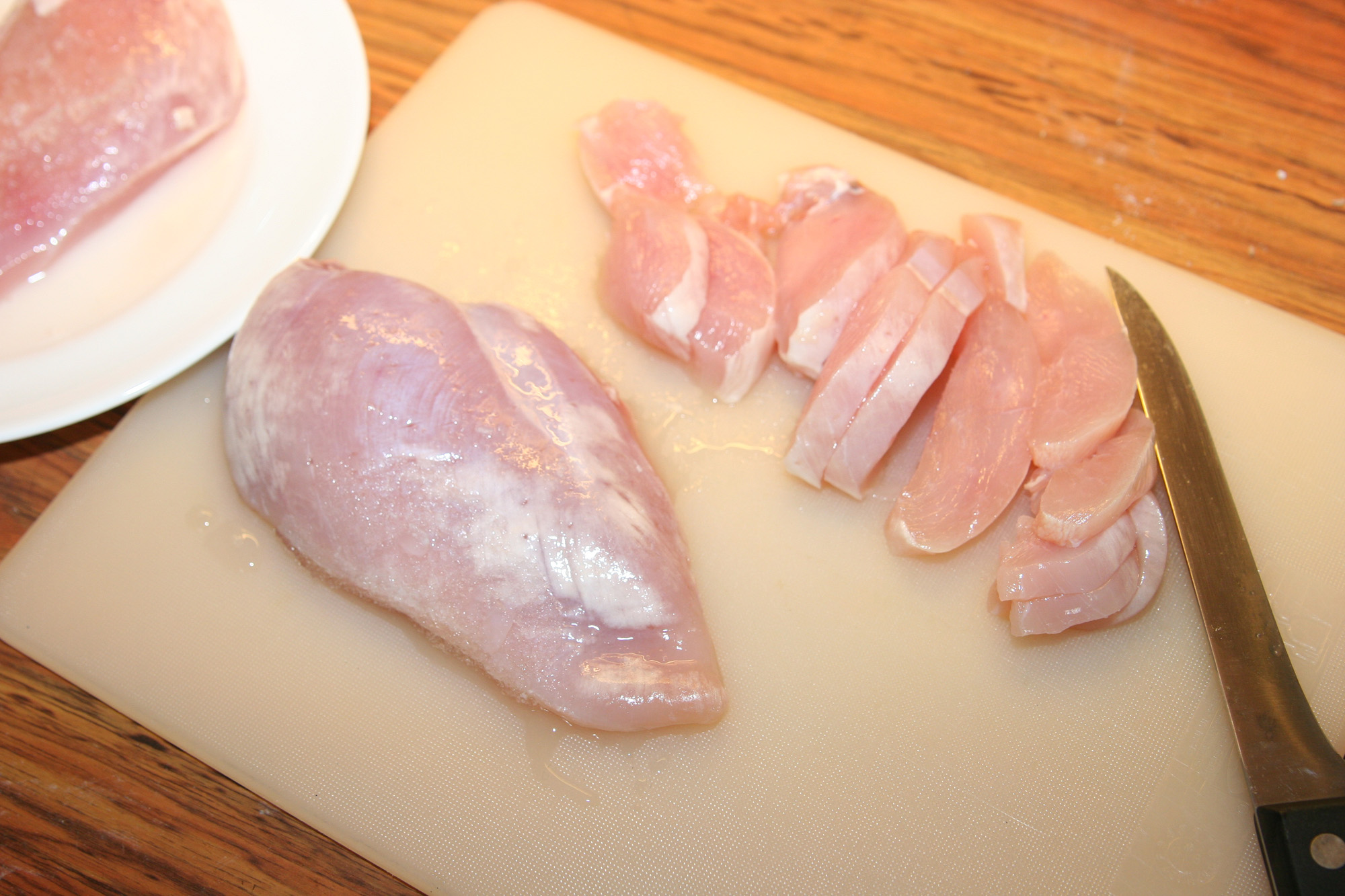
鸡柳

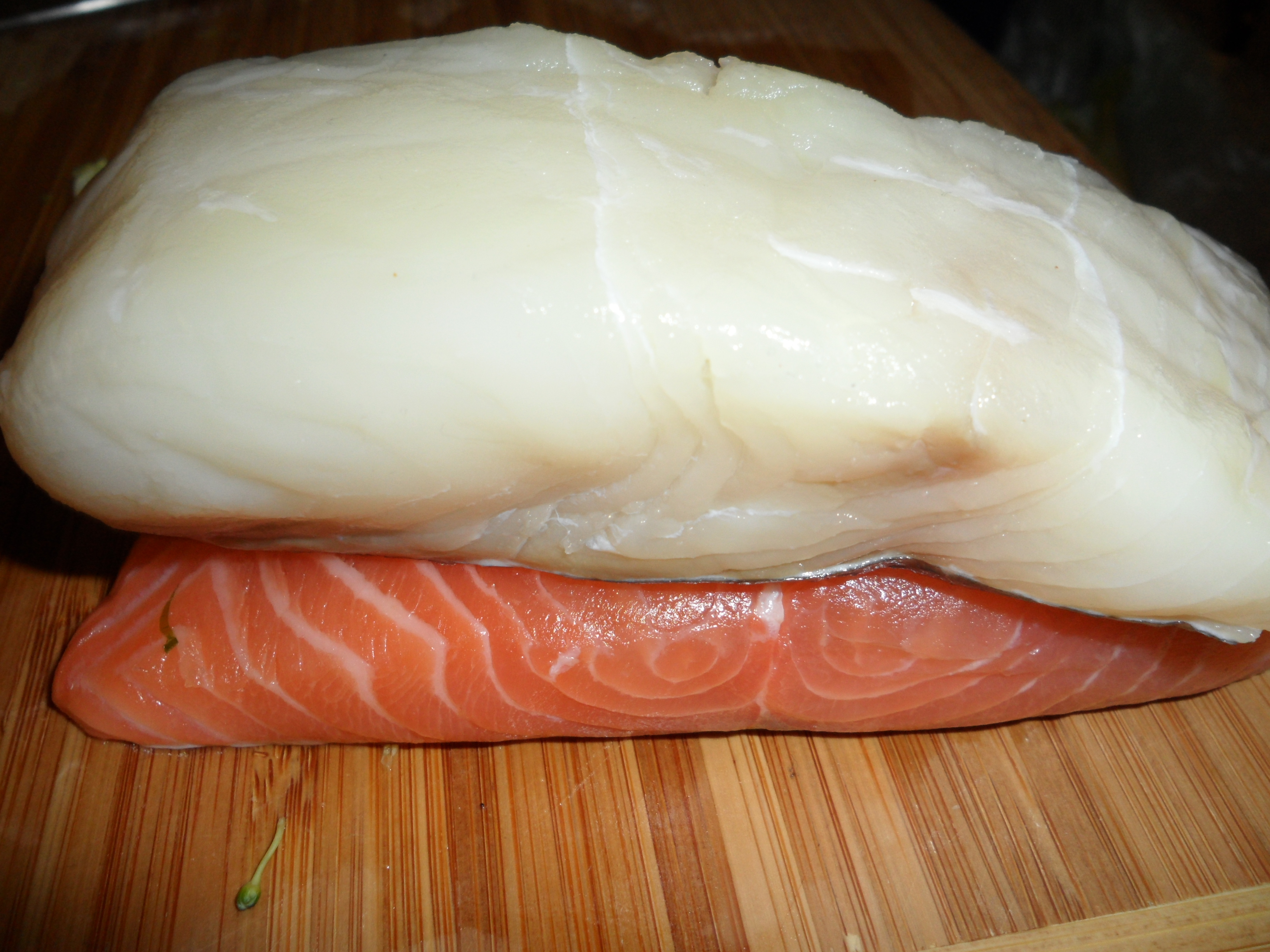
大比目鱼（上）和鲑鱼（下）的魚柳

柳肉又音译菲力（法語：filet），指的是食品加工和烹饪时切用的一整块/片無骨的、相对其它部位較嫩的肉。菲力可以是禽畜的腰大肌（例如豬柳、牛柳、羊柳）或胸肌（例如雞柳），也可以是魚肉（即魚柳）。若無特別說明肉的類型，則通常表示牛裡脊肉（beef tenderloin）的部分，並以菲力牛排（法語：filet mignon）可能性最大。

## 菜肴

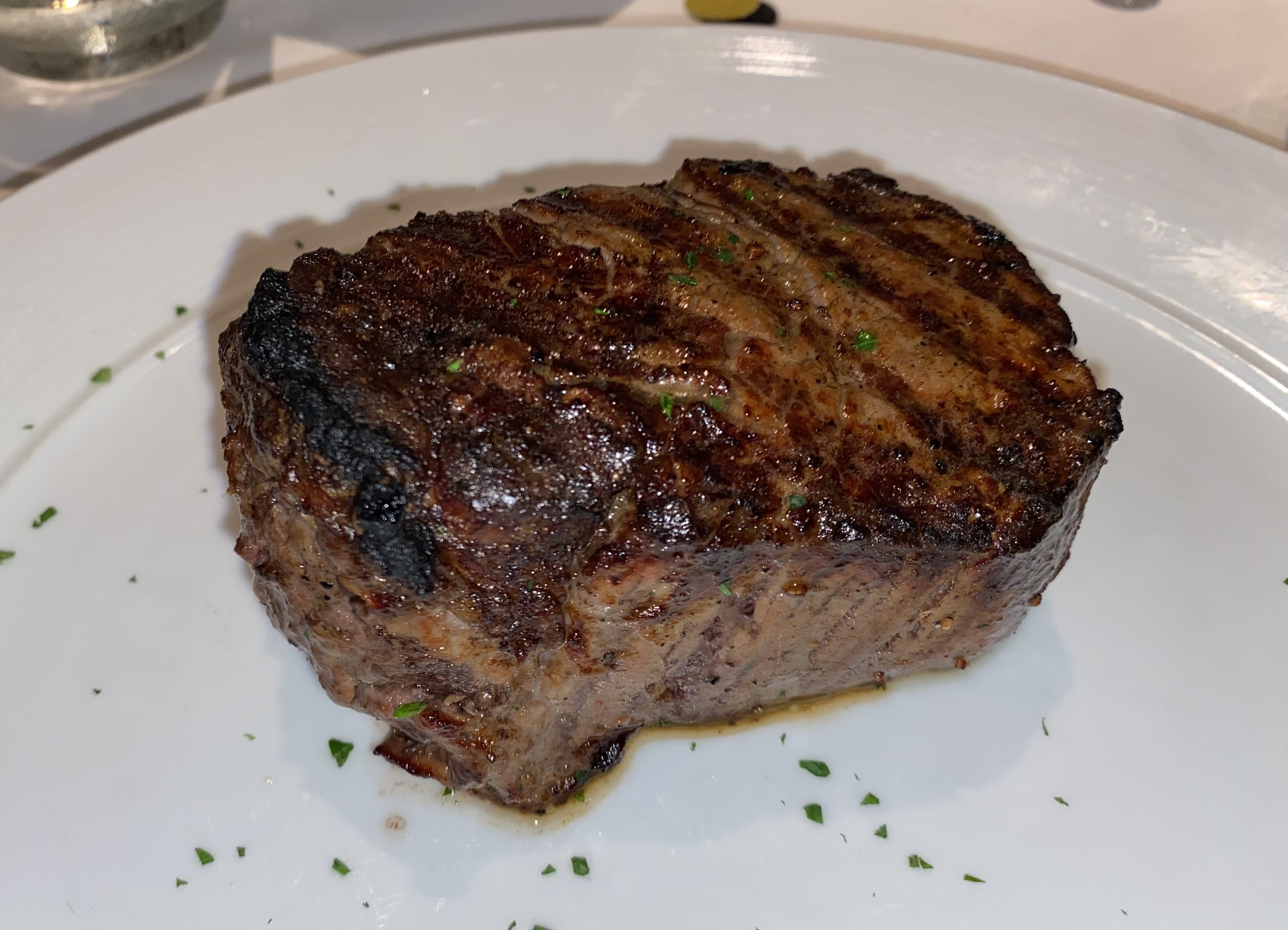
菲力牛排
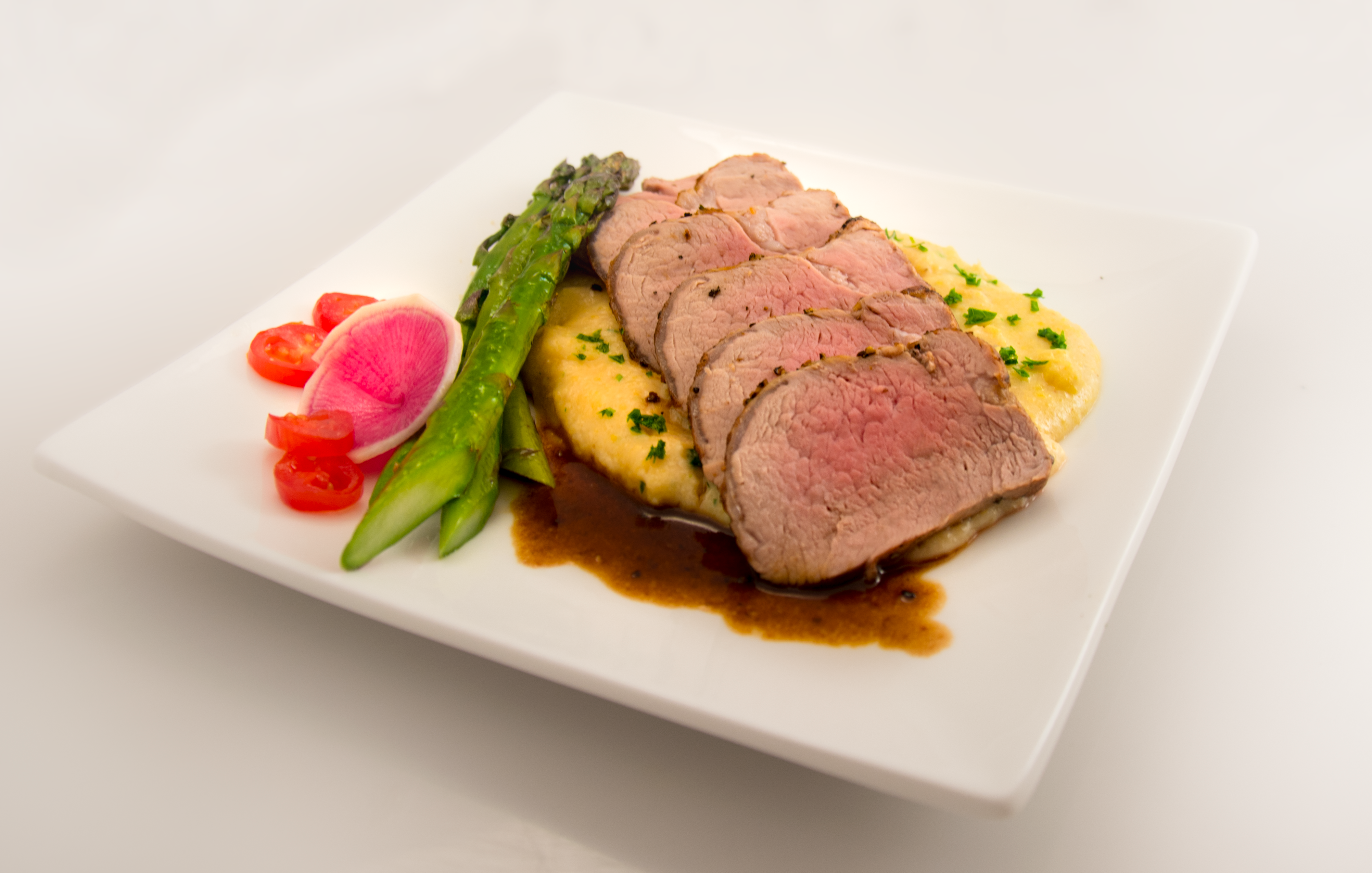
烤猪柳
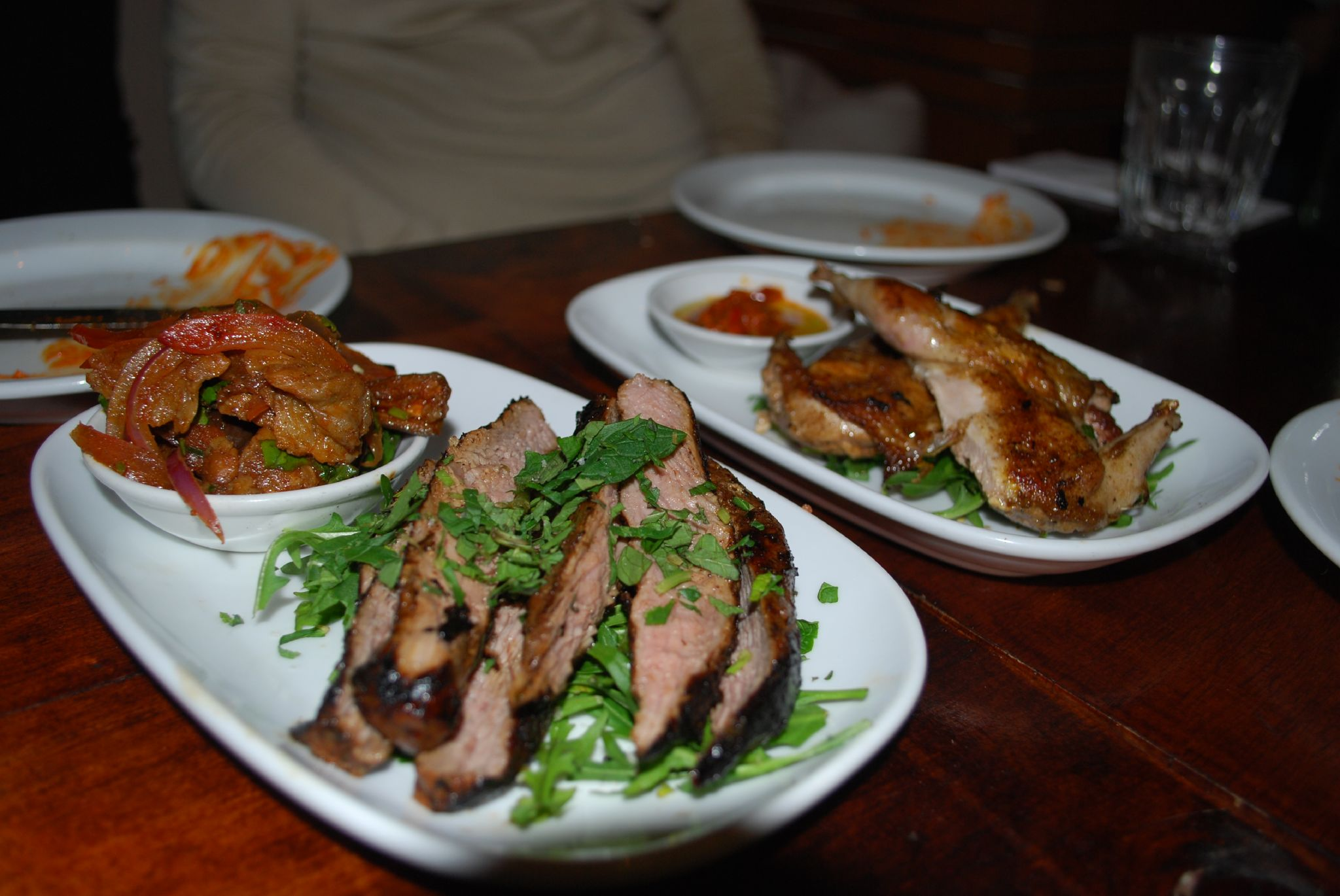
羊柳茄色拉
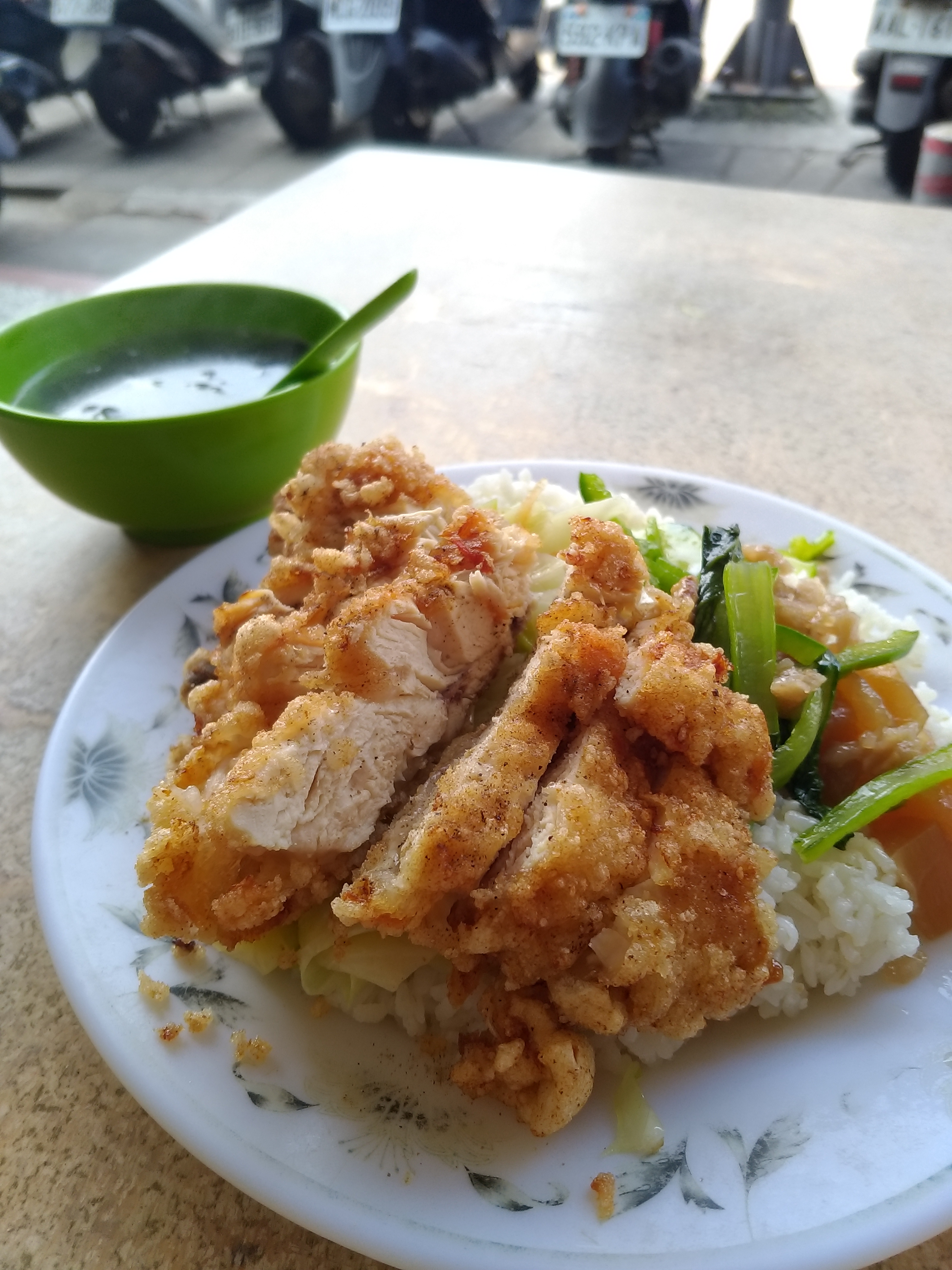
鸡柳饭
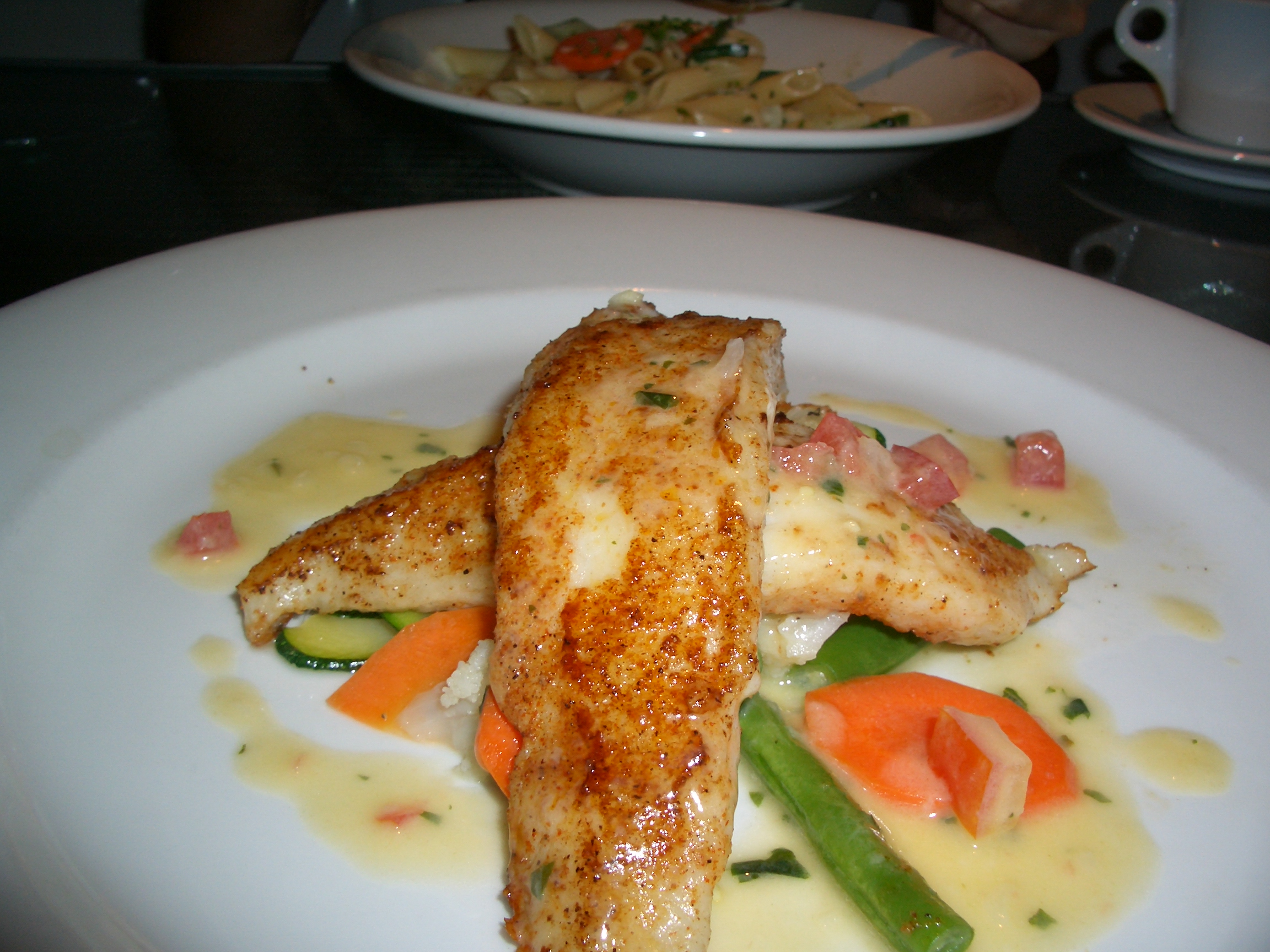
多利魚的菲力料理
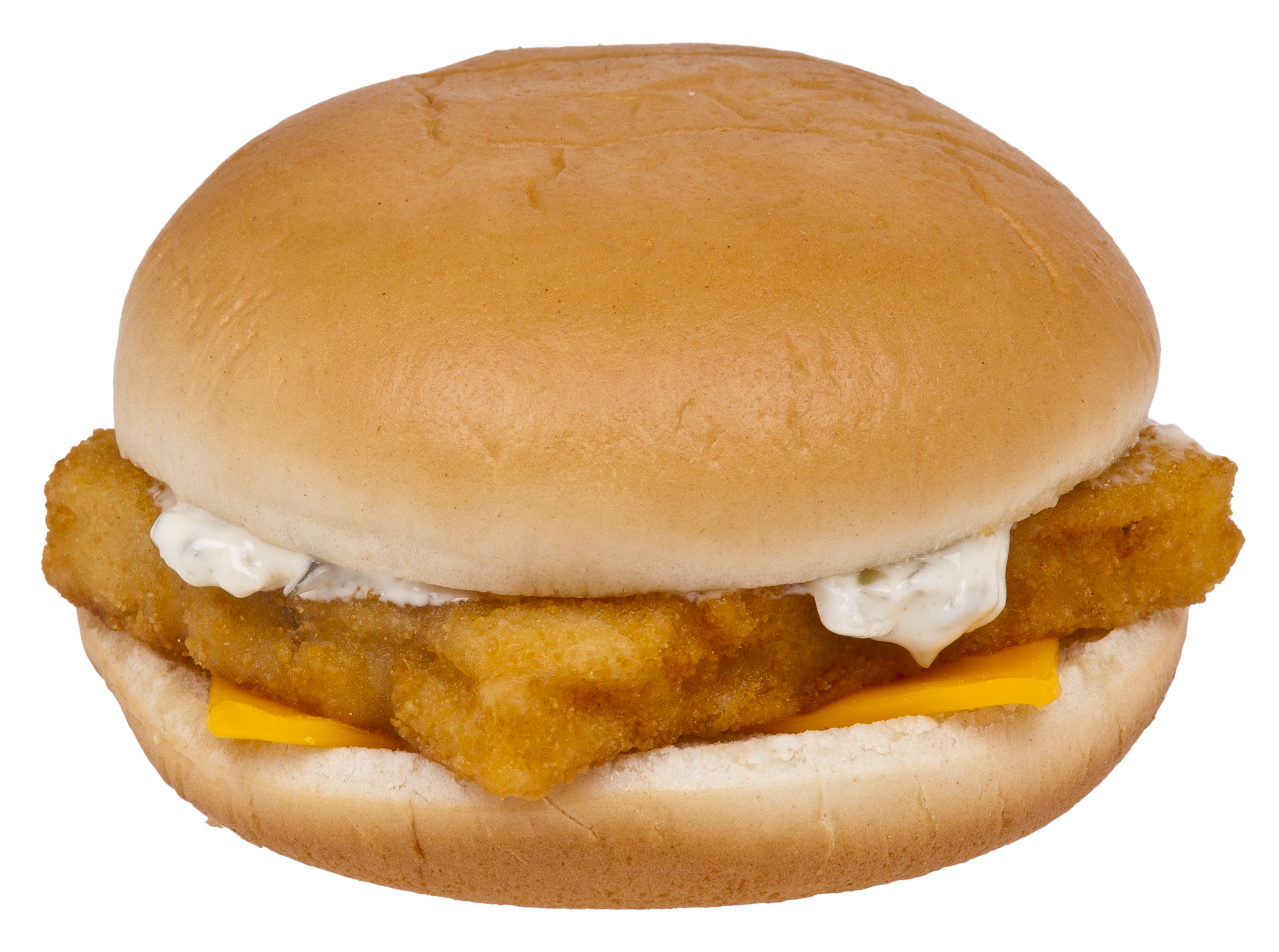
炸魚柳漢堡包